# Crognaleto
Crognaleto ist eine italienische Gemeinde und Stadt mit 1059 Einwohnern (Stand 31. Dezember 2023) in der Comunità Montana Gran Sasso in der Provinz Teramo in den Abruzzen in Mittelitalien. Crognaleto liegt auf einer Höhe von 1105 Metern und hat kommunale Verwaltungsbüros im Ortsteil Nerito. Die Gemeinde Crognaleto liegt im Nationalpark Gran Sasso und Monti della Laga an den Gebirgshängen der Monti della Laga und erstreckt sich über die nördlichen und südlichen Hänge des Vomano-Tals.

## Geschichte
Es gibt Hinweise auf vorrömische Siedlungen in der Gegend in und um Castagneto, obwohl die Gegend wahrscheinlich bis ins Mittelalter nur sehr dünn besiedelt war. Historisch fiel Crognaleto in die Zuständigkeit der Gemeinde Roseto. Die Stadt erhielt 1813 während der napoleonischen Besetzung des südlichen Italien zum ersten Mal kommunalen Status. Mehrere zuvor autonome Dörfer und Weiler der Umgebung wurden dabei Ortsteile der Gemeinde Crognaleto.
Senarica und das benachbarte Dorf Poggio Umbricchio wurden um 1343 unabhängig, als Königin Johanna I. von Anjou dem Gebiet die Unabhängigkeit gewährte, weil die Bewohner heftigen Widerstand gegen die feindlichen Truppen von Mailand unter Ambrogio Visconti leisteten. Beeindruckt von der Pracht des Dogen-Republik Venedig nahmen die Herrscher von Senarica eine ähnliche republikanische Regierung, mit einem gewählten Dogen als Staatsoberhaupt.

## Sehenswürdigkeiten

### Crognaleto
Die Gemeinde-Hauptstadt Crognaleto ist überregional bekannt. Die folgenden Kirchen sind sehenswert:
- Chiesa di Santa Caterina – im 16. Jahrhundert geweihte Kirche.
- Chiesa della Madonna della Tibia – eine Kirche durch Spenden von Bernardo Paolini aus dem nahegelegenen Amatrice gebaut wurde, nachdem Bernardo sich in den Wäldern nahe Crognaleto verlaufen hatte und fiel in eine große Felsspalte gefallen war. Trotz der Lebensgefahr entkam er mit nur einer Verletzung des Tibia (d. h. des Schienbeinknochens), was den merkwürdigen Namen der Kirche erklärt. Im Jahre 1617 wurde die Kirche ganz in der Nähe des ursprünglichen Gebäudes neu aufgebaut. Ein Pilgerherberge stand einst neben der Kirche ist aber jetzt in Trümmern.

### Aiello
In Aiello steht die aus dem 10. Jahrhundert stammende Kirche Santi Silvestro e Rocco, die im 17. Jahrhundert erweitert wurde.

### Alvi

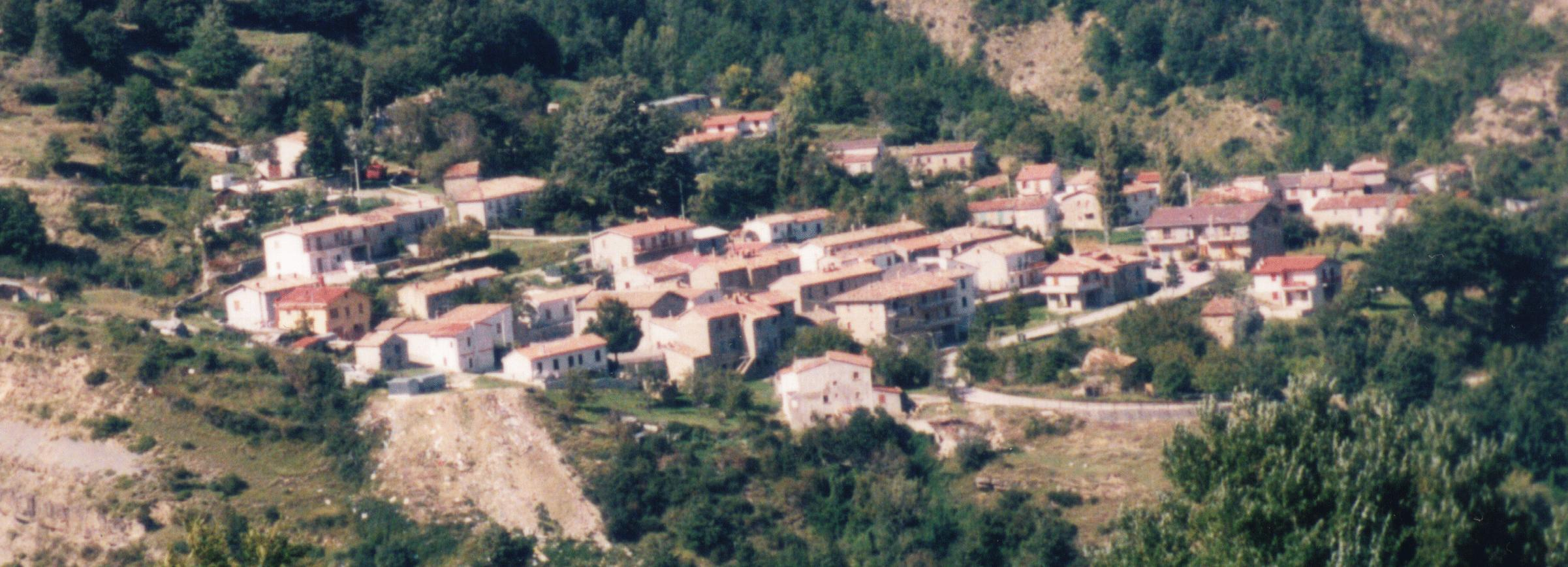
Alvi

In Alvi ist die Kirche Santa Maria Apparens aus dem 16. Jahrhundert sehenswert.

### Cervaro
In Cervaro steht die Kirche des heiligen Andreas, die ursprünglich im 14. Jahrhundert errichtet wurde und seitdem durch mehrere Erweiterungen und Umbauten verändert wurde. Sie ist wegen ihrer handbemalten Decke aus dem 18. Jahrhundert bekannt. Weitere Sehenswürdigkeiten sind der Palazzo di Nardi-Forcina Cervaro, ein Palast aus dem 16. Jahrhundert, und die Reste der alten Mühlen entlang des Baches Zincano.

### Cesacacastina
Cesacacastina liegt auf einer Höhe von 1150 Metern und bietet einen Blick auf die nahen Gipfel des Gran Sasso. Viele Häuser wurden erst im 19. Jahrhundert errichtet. In der Nähe, in den Ortsteilen Colle und Combrello gibt es Gebäude aus dem 16. Jahrhundert. Die Häuser sind aus lokalem Stein gebaut. Diejenigen in Colle sind besonders interessant, da einige Türportale religiöse Inschriften und Verse sowie einige Jesuitische Monogramme tragen. Die den Heiligen Peter und Paul geweihte Dorfkirche hat einen kreuzförmigen Grundriss und verfügt über bemalte und vergoldete Holzaltäre im Barockstil.

### Frattoli
Das Dorf Frattoli liegt auf einer Höhe von 1115 Metern. Aufzeichnungen aus der Gemeinde Amatrice zeigen, dass die Region bereits 1297 besiedelt war. Es wurde später Teil des Herzogtums von Atri und feudaler Besitz der Familie Acquaviva. Frattoli ist für seine handwerklichen Skulpturen in Holz und Stein bekannt.

### Macchia Vomano
In Macchia Vomano gibt es eine Kirche St. Sylvester aus dem 16. Jahrhundert.

### Nerito

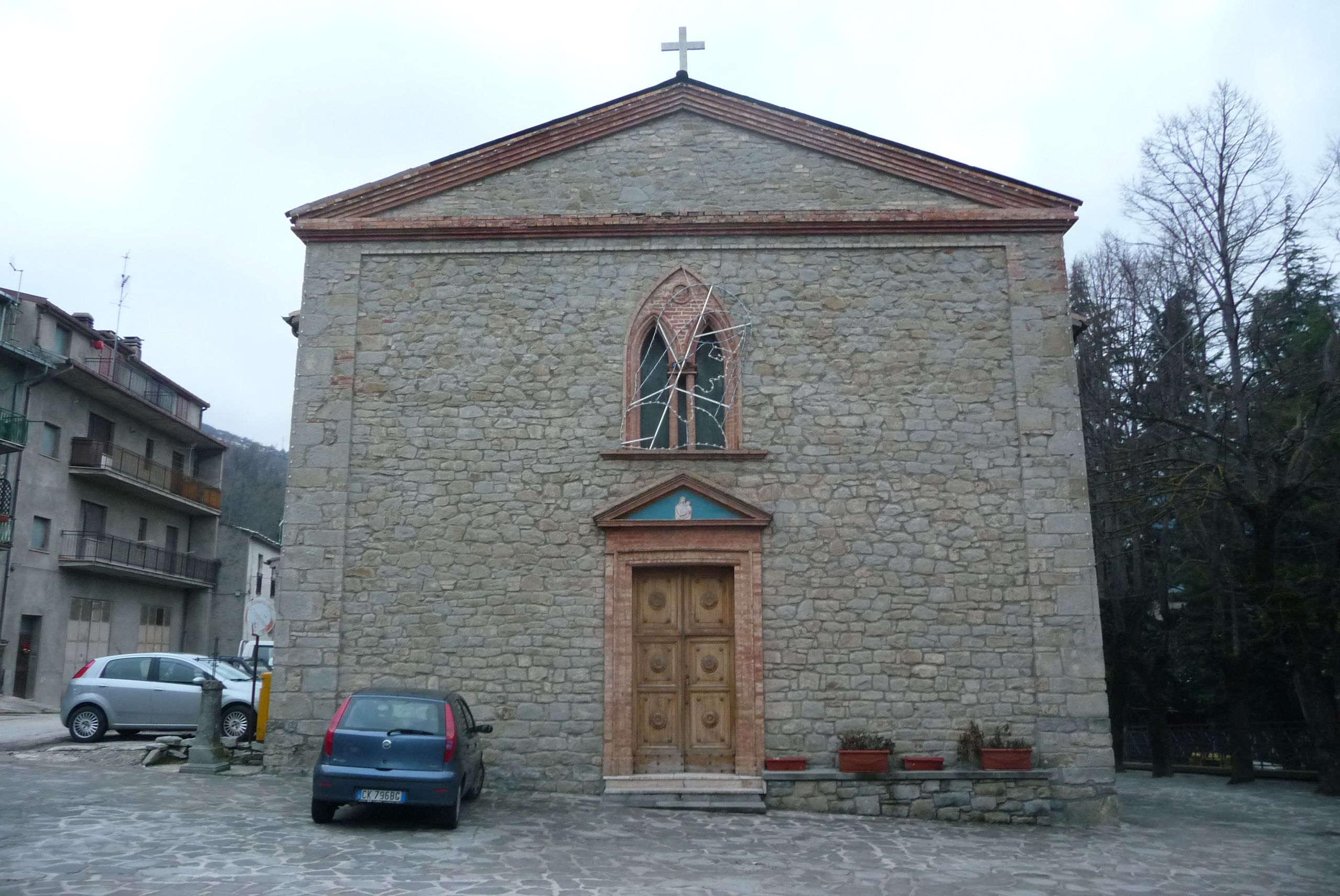
Kirche von Nerito

Nerito liegt auf einer Höhe von etwa 850 Meter entlang der Staatsstraße, die von Teramo nach L’Aquila führt, und beherbergt die kommunalen Ämter der Gemeinde Crognaleto. Das Dorf ist für zwei jährliche Festivals bekannt: Das Weihnachtsfeuer Fuoco di Natale brennt vom Heiligen Abend bis zum Morgen des 6. Januar und Erede findet am letzten Donnerstag vor der Fastenzeit statt.

### Piano Vomano
Das Dorf Piano Vomano liegt auf einer Höhe von 850 Metern und enthält Gebäude aus dem 13. Jahrhundert. Zu den Sehenswürdigkeiten gehören die Kirche des heiligen Nikolaus wahrscheinlich aus dem 14. Jahrhundert und im Jahre 1774 umgebaut, und eine riesige Eiche Quercia Mazzucche mit 8 Metern Umfang.

### Poggio Umbricchio

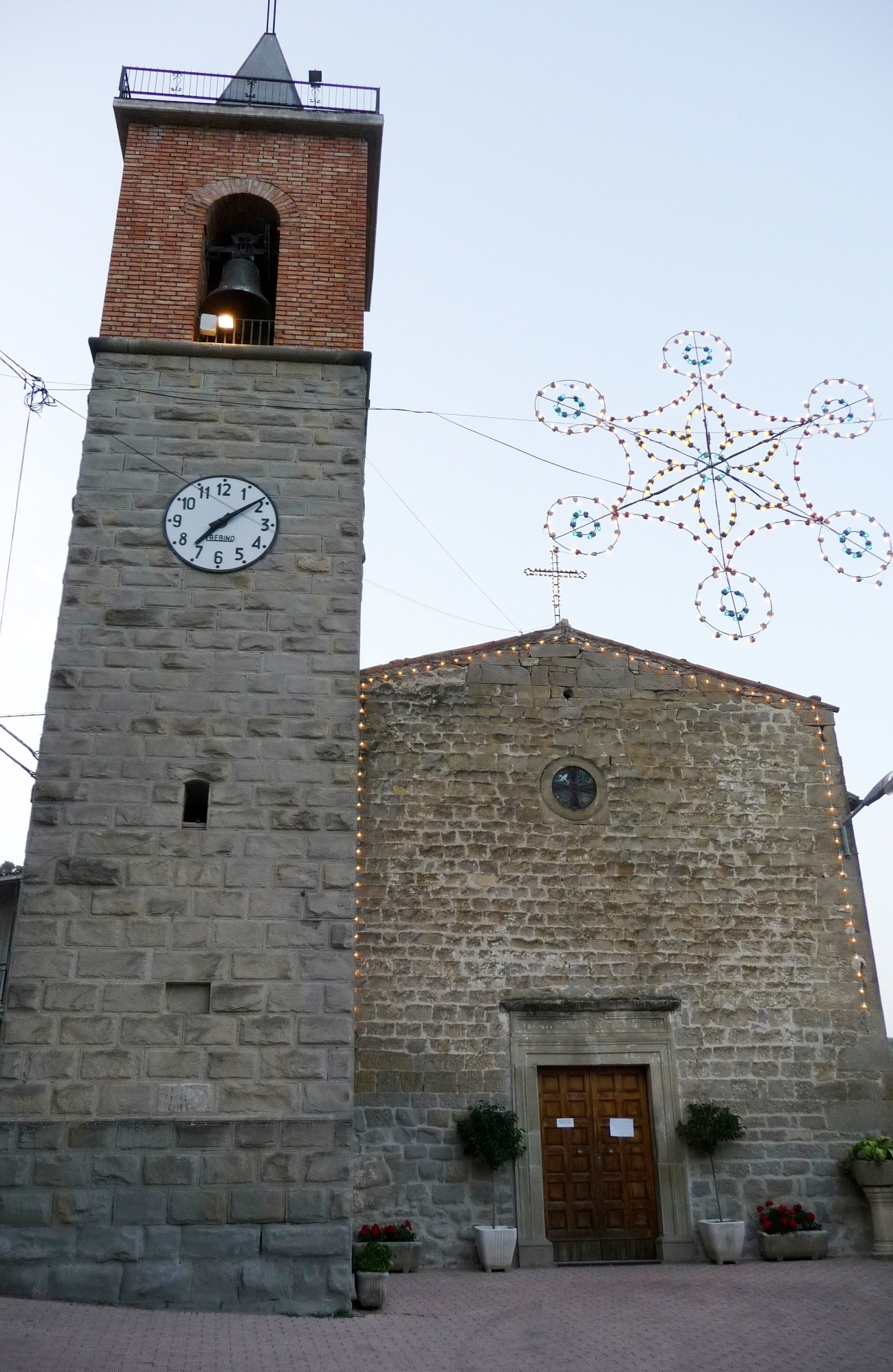
Kirche Santa Maria Lauretana in Poggio Umbricchio

Das Dorf Poggio Umbricchio liegt auf halber Höhe an einem Berghang auf einer Höhe von etwa 700 Meter. Es grenzt an die Ortsteile von Santa Croce und Altavilla. In der Nähe wurden antike römische Ruinen gefunden. In vergangenen Zeiten war Poggio Umbricchio im feudalen Besitz der Familie Acquaviva und anderen Familien. In der napoleonischen Zeit wurde es eine eigenständige Gemeinde.
Wie mehrere nahegelege Bergdörfer verlor Poggio Umbricchio einen großen Teil seiner Bevölkerung in der wirtschaftlich schwierigen Zeit nach dem Zweiten Weltkrieg. Heutzutage erscheint das Dorf fast menschenleer, vor allem während der kalten Wintermonate. Diese Faktoren, zusammen mit dem etwas seltsam klingenden Namen des Dorfes, führen Leute aus den größeren Städten von Teramo und Pescara zu dem Schluss, dass Poggio Umbricchio eine magisch angehauchte Qualität habe und mehr in der Phantasie existiere als in der Realität. Die Universität von Teramo hat dort recherchiert und die Geschichte dieses Dorfes studiert sowie ein Projekt über die mündlichen Überlieferungen bei immer weniger werdenden Dorfältesten durchgeführt. Zu den Sehenswürdigkeiten gehören die Kirche der heiligen Maria Lauretana mit einer Tür aus dem Jahr 1570.

### San Giorgio

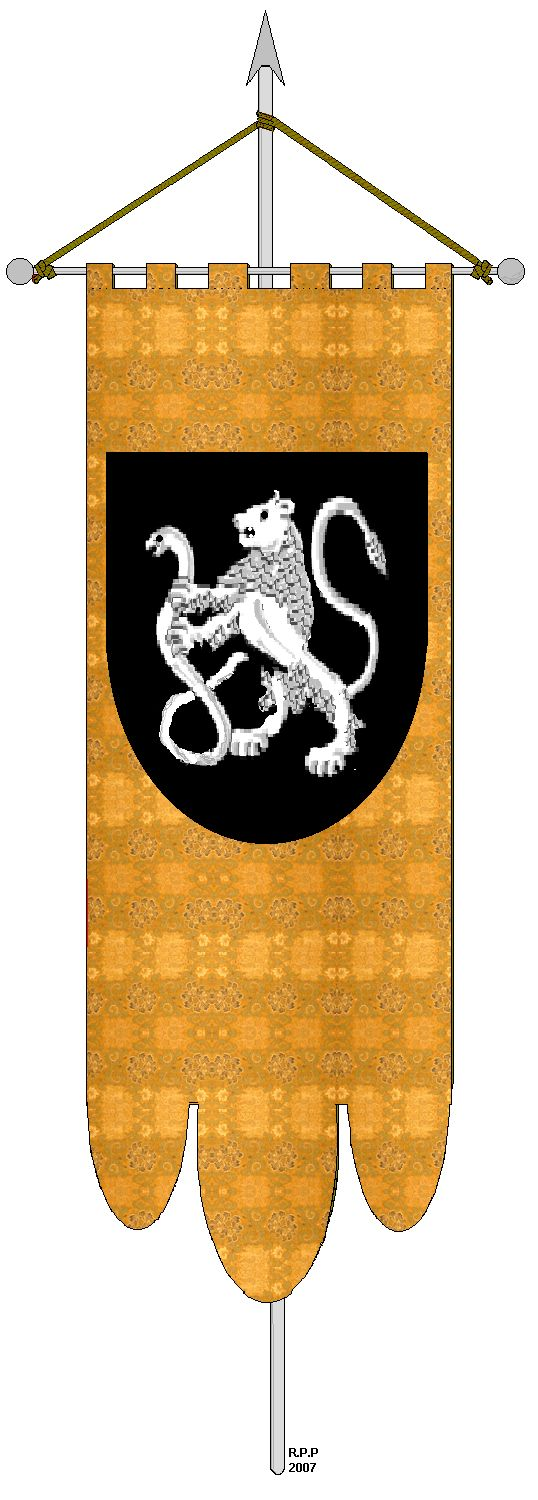
Das Wappen von Senarica

Das Dorf San Giorgio liegt auf einer Höhe von 1150 Metern und besteht aus drei Ebenen. Zu den Sehenswürdigkeiten gehören die Kirche St. Georg und die Rocca Roseto sowie eine alte Festungsruine.

### Senarica
Senarica liegt in einer Höhe von 650 Metern an der Staatsstraße SS 80. Es steht auf einem hohen Gipfel mit Blick auf die Quelle des Flusses Vomano. Mehrere Häuser des Dorfes haben Portale aus grauem Sandstein mit Inschriften, die zeigen, dass die Besitzer von bestimmten Steuern und Abgaben befreit waren.

### Tottea
Tottea ist wegen der Sandstein-Felsformation bekannt, auf der es gebaut wurde. Das Dorf beheimatet viele Steinmetze, die den lokalen Werkstoff für die Herstellung von dekorativen Skulpturen und architektonisch bedeutende Meisterwerken verwendeten. Spezialitäten sind Kaminkaminsimse und andere Ziergegenstände wie Türrahmen. Ausstellungen von Prototypen und Dokumente über diese Arbeiten werden im lokalen Verwaltungsbüro des Dorfes gezeigt. Steinmetz-Klassen, lokale Wettbewerbe und Ausstellungen werden von Zeit zu Zeit dort abgehalten. Diese Werke von den örtlichen Handwerkern hinterlassen ein wertvolles Erbe, aus dem hervorgeht, wie viele qualifizierte Steinmetze einst aus Tottea kamen. In der Umgebung von Tottea sind mehrere Werkstätten spezialisiert auf die Herstellung, Restaurierung und Reparatur von kleinen Kunstwerken aus Stein. Tottea und seine Handwerker sind in der ganzen Welt für diese exquisiten Kunstwerke bekannt. In der Kapelle des heiligen Antonius befindet sich eine auf das Jahr 1552 datierte Statue.

## Gastronomie

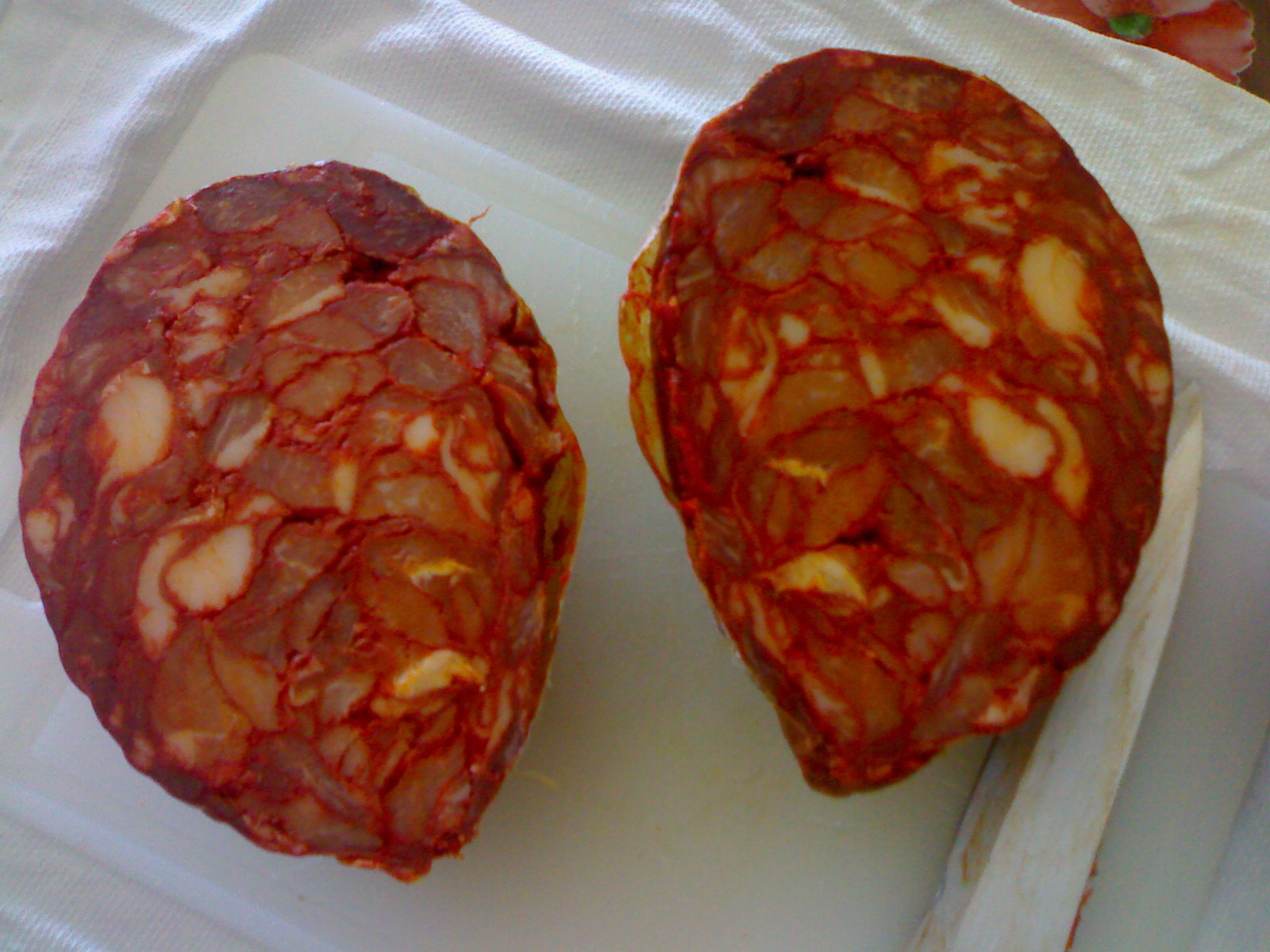
Ventricina-Wurst aus den Abruzzen

Die Ventricina von Crognaleto ist eine Wurst aus fettem Schweinefleisch mit einem geringen Anteil von der Schulter oder anderem mageren Fleisch, gehackt und mit Chili und anderen Gewürzen vermischt und mit einer Pelle aus dem Magen oder Blase des Tieres. Nach der Reifung, vorzugsweise mit leichter Räucherung und Alterung, wird sie vor allem auf Brot gegessen.